# Mickie Knuckles
Mickie Lee Knuckles (Clarksville, Indiana; 16 de mayo de 1984) es una luchadora profesional estadounidense.

## Primeros años
Mickie Knuckles nació en Clarksville, un suburbio de Louisville, en el estado de Indiana, el 16 de mayo de 1984. Se graduó en el Charlestown Senior High School.

## Carrera profesional
Knuckles es una aficionada a la lucha libre profesional desde que tenía cinco años, y comenzó a entrenar para convertirse en luchadora profesional bajo la dirección de Chris Hero, Mark Wolf y Bull Pain. Durante este tiempo, también trabajó como árbitro y parte de la seguridad de los espectáculos de la Independent Wrestling Association Mid-South. Knuckles se convirtió en la última alumna que se graduó en la IWA-MS Wrestling School, y pasó a luchar contra oponentes como Amazing Kong y Too Cold Scorpio.

### Independent Wrestling Association Mid-South (2003–2009)
Knuckles debutó el 2 de agosto de 2003 en un combate fuera de torneo en el King of the Death Match 2003 contra Hailey Hatred. Durante el combate, Hatred lanzó una powerbombing a Knuckles sobre dos sillas de acero con puente. El cuello de Knuckles chocó con el respaldo de las sillas, lo que provocó la interrupción del combate. En noviembre de 2003, Knuckles fue inscrita en el torneo Ted Petty Invitational, convirtiéndose en la primera mujer inscrita en el torneo IWA Mid-South Sweet Science Sixteen o en el TPI.
Knuckles continuó teniendo combates entre géneros contra luchadores como Cash Flo y Nate Webb, antes de que Dave Prazak comenzara a incorporar más mujeres a la IWA Mid-South y se formara su división femenina (segmento de espectáculos). En mayo de 2004, se celebró un torneo para coronar el primer Campeonato Femenino de la NWA Midwest/IWA Mid-South, durante el cual Mickie llegó a las semifinales antes de ser derrotada por Mercedes Martínez. 
Mickie ganó el Campeonato Femenino NWA Midwest/IWA Mid-South el 11 de junio de 2005 derrotando a MsChif y Alison Danger en un combate a tres bandas. Sin embargo, seis días después el promotor de la NWA Midwest, Ed Chuman, declaró que el combate por el título no había sido sancionado y devolvió el título de la NWA Midwest a MsChif. Ian Rotten, sin embargo, seguía reconociendo a Mickie como la campeona femenina de la IWA Mid-South, lo que llevó a que los títulos se dividieran en dos entidades separadas.
Así, Knuckles se convirtió en la Campeona Femenina de la IWA Mid-South, manteniendo el título durante cinco meses antes de perderlo ante su primera oponente Hailey Hatred, el 18 de noviembre de 2005. Knuckles volvería a ganar el título en un evento de la IWA East Coast en febrero de 2006, y lo mantuvo hasta julio de 2007 antes de perderlo ante Chuck Taylor. Mickie había ganado un combate por el Campeonato de Peso Pesado de la IWA Mid-South contra Chuck y éste declaró que si tenía que poner su título en juego contra una mujer, ésta también debería poner su título en juego. Mickie aceptó y fue derrotada por Chuck, que se convirtió en el campeón masculino y femenino. Menos de un mes después, Mickie recuperó su título al derrotar a Taylor en un combate Falls Count Anywhere para recuperar el Campeonato Femenino por tercera vez. Continuaría manteniendo el título hasta el 2 de mayo de 2008, donde perdió ante Daizee Haze en un combate de triple amenaza en el que también participó Sara Del Rey.
Antes de recibir la revancha por el Campeonato Femenino de la IWA, Knuckles se rompió el fémur derecho el 6 de julio de 2008 tras realizar un crossbody desde una plataforma sobre Del Rey.

#### King of the Death Match Tournament
Después de perder en la primera noche en un Fans Bring the Weapons Match en el torneo de 2006, Knuckles volvió a ser contratado en el torneo King of the Death Match en 2007, convirtiéndose en la única mujer que ha sido contratada para el espectáculo en múltiples ocasiones.
En la primera noche, Knuckles derrotó a Tank en un combate a muerte con cuerdas y bates de béisbol de alambre de púas. Sin embargo, en la segunda noche fue derrotada en los cuartos de final por Brain Damage en otro Fans Bring the Weapons Match.

#### Queen of the Death Match Tournament
En el torneo inaugural de Queen of the Death Match, celebrado en noviembre de 2006, se anunció para abrir el espectáculo que LuFisto no actuaría debido a que se había roto la mano al dar un puñetazo a Necro Butcher durante la final del torneo Stranglehold KOTDM. En la primera ronda, Knuckles derrotó a Ann Thraxx en un Unlucky 13 Staple Gun Death Match, y pasó a derrotar a Rachel Putski en la semifinal en un Taipei Death Match. Esto llevó a Mickie a la final, donde derrotó a Mayumi Ozaki en un combate a muerte con jaula de acero sin cuerdas y con aficionados, para convertirse en la primera reina del combate a muerte de la IWA Mid-South. Sin embargo, tras el combate, LuFisto y Vanessa Kraven entraron en la jaula y golpearon a Mickie, lo que provocó que ésta jurara venganza contra LuFisto.
El segundo show del torneo Queen of the Death Match se celebró en octubre de 2007 y esta vez LuFisto pudo hacer su reserva. Mickie fue derrotada en una primera ronda de Barbed Wire Ropes y Barbed Wire Baseball Bat Deathmatch tras ser inmovilizada por Storm, sin embargo salió victoriosa en el Losers Bracket de la semifinal, derrotando a B.B. Walls en un combate de Barbed Wire Ropes y Deathmatch Bats; siguiendo con una victoria sobre Roxie Cotton en un Barbed Wire Ropes y Taipei Death Match en la final del bracket de perdedores. Esto preparó el combate final de LuFisto contra Mickie Knuckles en un combate a muerte sin cuerdas de alambre de púas y tubos de luz electrificados en el que LuFisto derrotó a Mickie.

### Chikara y Chickfight (2005, 2006)
En febrero de 2005, Knuckles debutó en Chikara como compañera de Eddie Kingston en el Tag World Grand Prix de ese año. Más tarde, ese mismo año, fue inscrita en el torneo Young Lions Cup, convirtiéndose en la primera luchadora femenina en competir por el título. Knuckles hizo su última aparición con Chikara el 25 de junio de 2006, donde perdió ante Daizee Haze.
En octubre de 2005, Knuckles participó en el torneo Chickfight 3 en Hayward (California). Tras derrotar a Tiffany en la primera ronda y a Hailey Hatred en la segunda, Mickie perdió en la final ante la campeona que regresaba, Mariko Yoshida.

### Total Nonstop Action Wrestling (2008)
A mediados de 2008, Knuckles debutó en Total Nonstop Action Wrestling. Apareció en la edición del 5 de junio de Impact!, acudiendo en ayuda de The Beautiful People atacando a Gail Kim, ODB y Roxxi. Más tarde se anunció que estaría en un combate con The Beautiful People contra el equipo de Kim, Roxxi y ODB en Slammiversary. En el show, hizo su debut en el ring bajo el nombre de Moose, pero perdió el combate cuando ODB la inmovilizó.
Después de Slammiversary, Mickie firmó un contrato oficial con TNAM e hizo su debut en Impact! en la edición del 26 de junio con una victoria sobre ODB en una Bimbo Brawl. La semana siguiente, derrotó a Roxxi en otra Bimbo Brawl.
Esa misma semana, en un show de la IWA-MS, Knuckles se rompió la pierna durante un combate contra Sara del Rey. Para poder tomarse un tiempo de recuperación, TNA había informado de que tenía un puesto libre para Knuckles. Sin embargo, después de una primera cirugía sin éxito, fue necesaria otra cirugía y TNA decidió liberarla de su contrato.

### Juggalo Championship Wrestling (2008–2012)
Knuckles debutó en Juggalo Championship Wrestling como árbitro en la segunda temporada del programa de lucha libre por internet SlamTV!. Tracy Smothers, que se enfrentaba a su rival 2 Tuff Tony, ganó el combate tras una cuenta rápida de Knuckles, que más tarde se reveló como la hija ilegítima de Tracy, Isabella Smothers. Dos semanas después, Tracy pilló a Isabella escuchando a Boondox, el rapero que canta la música de entrada de 2 Tuff Tony.
La semana siguiente, Tracy sorprendió a Isabella participando en acciones sexuales con Boondox y le agredió.24] Tracy e Isabella estaban programados para enfrentarse a Boondox y 2 Tuff Tony en Bloodymania II. Después de que Isabella se rompiera la pierna luchando para IWA-MS, fue sustituida en el combate por Bull Pain.
Isabella derrotó a Hailey Hatred en un Ladies 10 000 Thumbtack Deathmatch en el evento Oddball Wrestling 2009 de Juggalo Championship Wrestling. En Bloodymania IV, Isabella perdió ante "The World's Tallest Juggalette" Isis en el primer combate femenino en la historia de Bloodymania. A finales de 2010, fue puesta en una historia en la que aparentemente estaba saliendo con Bull Pain. Smothers y Pain se involucraron entonces en una breve rivalidad con Weedman.

### Ohio Valley Wrestling (2011)
Knuckles hizo su debut en Ohio Valley Wrestling en el episodio 610, bajo el nombre de Izza Belle Smothers. Hizo equipo con su hermana (de la historia) Jessie Belle Smothers en un esfuerzo perdedor contra The Blossoms. En el episodio 612, Smothers Twisted Daughters formó equipo con Shiloh Jonze en un combate mixto de seis personas que perdió contra The Blossoms y Johnny Spade. 
Smothers formó parte de un combate de ocho mujeres por el título en el Saturday Night Special de la OVW el 15 de abril, pero no tuvo éxito en ganar el título. El 7 de julio, las Smothers Twisted Daughters derrotaron a Taryn Shay y a Lady JoJo cuando Izza Belle aplastó a JoJo, dándole la oportunidad de disputar el título. El 6 de agosto, en el Saturday Night Special, Smothers derrotó a JoJo para ganar el Campeonato Femenino.
El 24 de agosto, Smothers perdió el título de nuevo ante JoJo. El 11 de octubre, Knuckles no tuvo éxito en reclamar el Campeonato Femenino durante un combate a tres bandas contra Lady JoJo y Taeler Hendrix. El 10 de diciembre, los perfiles de Knuckles y Jessie Belle Smothers en la OVW fueron eliminados del sitio web, señalando su salida de la compañía.

### Circuito independiente, regreso a la IWA-MS y primera pausa (2012–2015)
En 2012, Knuckles luchó sólo cuatro veces ya que debía dar a luz. Knuckles hizo su regreso a tiempo completo a la lucha libre el 10 de febrero de 2013, donde se asoció con Ryan Dookie para ganar un Gauntlet Match de ocho equipos para ganar el Campeonato Tag Team de Pro Wrestling Freedom. Después de esto, Knuckles regresó a la Independent Wrestling Association Mid-South por primera vez en cuatro años, donde derrotó a Heidi Lovelace, Jordynne Grace, Randi West y Thunderkitty en un combate de cinco vías el 6 de diciembre. 
Después de algunos partidos más con IWA-MS, Knuckles luchó su último partido para la promoción el 13 de abril de 2014, donde derrotó a Randi West en un Strap Match. Knuckles encontró el éxito del campeonato poco después, ya que ganó el Campeonato Femenino de Resistance Pro Wrestling el 25 de abril y, mientras hacía equipo con Matt Tremont, ganó el torneo Women Superstars Uncensored's King and Queen of the Ring el 10 de mayo.
Tras derrotar a Nick Esteban en un Falls Count Anywhere Match intergénero el 28 de marzo de 2015, Knuckles anunció que dejaría la lucha libre por un tiempo unas semanas más tarde, el 7 de abril, mientras que también reveló que estaba de nuevo embarazada. El año 2021 sería un año de calendario para Knuckles ya que tuvo notables combates con gente como AKIRA, Kennedi Copeland, Charlie Kruel y Randi West.

### Regreso a la TNA (2016)
Tras dar a luz a su hijo y casarse con el también luchador Justin Turner (también conocido como Jacob Black), Mickie Knuckles hizo su regreso a la lucha libre en mayo de 2016. Poco después debutó en TNA para un dark match contra Laurel Van Ness.
En 2021 continuaba participando en combates en torneos como TKW Madness, ICW Hardcore Death Match Challenge, AWR Asylum Deathmatch Tournament, CCW Goddess Of Gore 2...

## Campeonatos y logros
- Absolute Intense Wrestling
  - AIW Women's Championship (1 vez)[32]
- Allied Independent Wrestling Federations
  - AIWF Women's Championship (1 vez)[33]
- Brew City Wrestling
  - BCW Women's Championship (1 vez)[34]
- Cape Championship Wrestling
  - Women's Tournament (2017)
- Coliseum Championship Wrestling
  - CCW Wrestling Evansville Hardcore Championship (1 vez)
- Divine Pro Wrestling
  - DPW Championship (1 vez)
- Fusion Ichiban Pro Wrestling
  - FIPW Kawai Women's Championship (1 vez)[35]
- Girl Fight
  - Girl Fight Championship (1 vez)[36]
  - Girl Fight Tournament (2020)[37]
- Independent Wrestling Association Deep South
  - IWA Deep South Tag Team Championship (1 vez) – con Ian Rotten
- Independent Wrestling Association Mid-South
  - IWA Mid-South Tag Team Championship (1 vez) – con Josh Abercrombie y Devon Moore[38]
  - IWA Mid-South Women's Championship (3 veces)[9][38]
  - Queen of the Deathmatch Tournament (2006)
- NWA Midwest
  - NWA Midwest Women's Championship (2 veces)
- NWA Underground
  - NWA Underground Women's Championship (1 vez)
- Ohio Valley Wrestling
  - OVW Women's Championship (3 veces)
- Pro Wrestling Freedom
  - PWF Tag Team Championship (1 vez) – con Ryan Dookie
- Pro Wrestling Illustrated
  - Posicionada en el nº 25 del top 50 de luchadoras femeninas en el PWI Female 50 en 2008[39]
  - Posicionada en el nº 390 del top 500 de luchadores en el PWI 500 en 2021[40]
- Resistance Pro Wrestling
  - RPW Women's Championship (1 vez)[7]
- Universal Independent Wrestling
  - UIW Women's Championship (1 vez)
- Women Superstars Uncensored
  - WSU King and Queen of the Ring (2014) – con Matt Tremont